# Lane Pederson
Lane Pederson, född 4 augusti 1997, är en kanadensisk professionell ishockeyforward som spelar för Carolina Hurricanes i NHL.
Han har tidigare spelat på NHL-nivå för San Jose Sharks och Arizona Coyotes och på lägre nivåer för San Jose Barracuda och Tucson Roadrunners i AHL samt Seattle Thunderbirds, Red Deer Rebels och Swift Current Broncos i Western Hockey League (WHL).
Pederson blev aldrig NHL-draftad.

## Statistik
| 2012–2013  | Saskatoon Blazers     | SMAAAHL    | 38  | 14 | 21 | 35  | 20  | 7  | 3 | 4 | 7 | 0 |
| 2013–2014  | Saskatoon Blazers     | SMAAAHL    | 37  | 21 | 20 | 41  | 16  | —  | — | — | — | — |
|            | Seattle Thunderbirds  | WHL        | 2   | 0  | 0  | 0   | 0   | 3  | 0 | 0 | 0 | 0 |
| 2014–2015  | Seattle Thunderbirds  | WHL        | 63  | 8  | 12 | 20  | 17  | 6  | 0 | 0 | 0 | 0 |
| 2015–2016  | Red Deer Rebels       | WHL        | 35  | 6  | 15 | 21  | 19  | —  | — | — | — | — |
|            | Swift Current Broncos | WHL        | 37  | 14 | 20 | 34  | 29  | —  | — | — | — | — |
| 2016–2017  | Swift Current Broncos | WHL        | 62  | 25 | 40 | 65  | 39  | 12 | 3 | 4 | 7 | 0 |
| 2017–2018  | Tucson Roadrunners    | AHL        | 63  | 12 | 14 | 26  | 18  | 9  | 3 | 1 | 4 | 4 |
| 2018–2019  | Tucson Roadrunners    | AHL        | 67  | 23 | 24 | 47  | 36  | —  | — | — | — | — |
| 2019–2020  | Tucson Roadrunners    | AHL        | 37  | 16 | 18 | 34  | 40  | —  | — | — | — | — |
| 2020–2021  | Arizona Coyotes       | NHL        | 1   | 1  | 0  | 1   | 0   | —  | — | — | — | — |
|            | Tucson Roadrunners    | AHL        | 16  | 7  | 10 | 17  | 6   | —  | — | — | — | — |
| NHL totalt | NHL totalt            | NHL totalt | 1   | 1  | 0  | 1   | 0   | —  | — | — | — | — |
| AHL totalt | AHL totalt            | AHL totalt | 183 | 58 | 66 | 124 | 100 | 9  | 3 | 1 | 4 | 4 |
| WHL totalt | WHL totalt            | WHL totalt | 199 | 53 | 87 | 140 | 104 | 21 | 3 | 4 | 7 | 0 |